# Cantonul Azay-le-Rideau
Cantonul Azay-le-Rideau este un canton din arondismentul Chinon, departamentul Indre-et-Loire, regiunea Centru, Franța.

## Comune
- Azay-le-Rideau (reședință)
- Bréhémont
- La Chapelle-aux-Naux
- Cheillé
- Lignières-de-Touraine
- Rigny-Ussé
- Rivarennes
- Saché
- Saint-Benoît-la-Forêt
- Thilouze
- Vallères
- Villaines-les-Rochers